# اكمور (اقا ايغان)
اكمور هو دُوَّار (قرية صغيرة) يقع بجماعة أقا إيغان، إقليم طاطا، جهة سوس ماسة في المغرب. ينتمي الدوّار لمشيخة اقا ايغان التي تضم دوارين. يقدر عدد سكانه بـ 222 نسمة حسب الإحصاء الرسمي للسكان والسكنى لسنة 2004.

## روابط خارجية
- البوابة الوطنية للجماعات الترابية
- المندوبية السامية للتخطيط